# Caius Suetonius Paulinus
Caius Suetonius Paulinus (Suétone Paulin) est un général romain, qui a été consul ordinaire en 66 ap. J.-C. Il est le premier général romain qui ait franchi l'Atlas, dans l'actuel Maroc. Plus tard, entre 59 et 61, il a été gouverneur de la province romaine de Bretagne (sur l'île de Grande-Bretagne) et il remporta la victoire sur Boadicée en 61 lors de la bataille de Watling Street.

## Biographie

### En Afrique
Envoyé comme légat en Afrique en 42, il réprime la révolte d'Aedemon en Maurétanie. Il participe à l'exploration romaine de l'Afrique en étant le premier Romain à traverser l'Atlas,. Parti de Volubilis, il passe par la vallée de la Moulouya et ensuite par le Tizi n'Talghemt, et finit par atteindre le Sahara en suivant le haut Guir jusqu'au Tafilalet. Il parvient notamment jusqu'au pays des Canarii.

### En Bretagne
Gouverneur de Bretagne de 59 à 61 sous l'empereur romain Néron, il est à l'origine de la disparition des druides à la suite du massacre généralisé effectué sur l'île de Mona (Anglesey) en 60 où toute la population (hommes, femmes et enfants) est massacrée sans pitié pour avoir fourni des renforts aux rebelles bretons et servi de retraite à tous ceux qui refusaient la domination romaine.
Ensuite il bat les troupes de la reine Boadicée, à la bataille de Watling Street. 80 000 Bretons tombent sur le champ de bataille. La reine Boadicée s'empoisonne.

### 66-69
En 66, il est consul ordinaire, avec pour collègue Caius Luccius Telesinus.
En 69, il participe à la première bataille de Bedriacum dans le camp d'Othon, qui est battu.
On trouve la trace des actes de Suetonius Paulinus notamment dans la biographie d'Agricola par Tacite.

## Sources
- Tacite : Vie d'Agricola. XV-XVI

## Documentaire
- Les Celtes : La révolte de Boudicca : Coproduction germano-britannique (2016) diffusée sure Arte le 03/05/2016[6].